# NGC 6861
NGC 6861 is een elliptisch sterrenstelsel in het sterrenbeeld Telescoop. Het hemelobject werd op 30 juli 1826 ontdekt door de Britse astronoom John Herschel.

## Synoniemen
- IC 4949
- ESO 233-32
- AM 2006-483
- IRAS 20037-4830
- PGC 64136